# Admiral Basketball Bundesliga 2012/13
Die ABL-Saison 2012/13 war die 67. Spielzeit der „Admiral Basketball Bundesliga“.

## Saisonnotizen
- Meister der Saison 2012/13 wurde BC Zepter Vienna, der sich im Finale gegen die Oberwart Gunners durchsetzen.
- Cupsieger der Saison 2012/13 wurde Xion Dukes Klosterneuburg, die sich im Finale gegen den BC Zepter Vienna durchsetzen.

## All Star Day
- Das All-Star-Game 2013 fand in der Raiffeisen Arena Wels statt. Sieger wurden die International All-Stars (alle Spieler mit nicht-europäischer Staatsbürgerschaft) im Spiel gegen die European All-Stars (alle Spieler mit europäischer Staatsbürgerschaft) vor ca. 1000 Zuschauern.
- Als MVP des All-Star-Game wurde Mike Dale gewählt. Der Forward von UBSC Raiffeisen Graz war mit 29 Punkten auch Topscorer.
- Den Sieg im Dunking-Contest holte sich Darnell Gant von den Oberwart Gunners.
- Den Dreipunktebewerb gewann Romed Vieider vom WBC Raiffeisen Wels.

## Spielmodus 2012/13
An der österreichischen Basketball-Bundesliga nahmen elf Teams teil. Im Grunddurchgang standen 20 Runden auf dem Spielplan. Die ersten sechs Teams qualifizierten sich für die Hauptrunde 1 (H1), die restlichen fünf Teams für die Hauptrunde 2 (H2) in die alle bis dahin erzielten Ergebnisse „mitgenommen“ wurden. In den Hauptrunde 1 kamen zehn Runden zur Austragung und in der Hauptrunde 2 acht. Die sechs Mannschaften der H1 waren fix für das Viertelfinale qualifiziert, zusätzlich qualifizierten sich die ersten zwei der H2 für das Viertelfinale. Im Viertelfinale spielten dann der Erste der H1 gegen den Zweiten der H2, der Zweite der H1 gegen den Ersten der H2, der Dritte der H1 gegen den Sechsten der H1 und der Vierte der H1 gegen den Fünften der H1 (jeweils Best-of-Five). Die Semifinali und das Finale wurden ebenfalls jeweils Best-of-Five gespielt.

## Teilnehmer
Das Teilnehmerfeld war im Vergleich zur vergangenen Saison unverändert. Somit nahmen folgende elf Teams an der ABL teil:
| Team                                |
| ----------------------------------- |
| WBC Raiffeisen Wels                 |
| Allianz Swans Gmunden               |
| BSC Raiffeisen Panthers Fürstenfeld |
| Arkadia Traiskirchen Lions          |
| ece bulls Kapfenberg                |
| Oberwart Gunners                    |
| Xion Dukes Klosterneuburg           |
| Chin Min Dragons                    |
| öko Stadt Güssing Knights           |
| UBSC Raiffeisen Graz                |
| BC Zepter Vienna                    |

## Tabelle
Tabelle Grunddurchgang
| #  | Team                                | Punkte |
| -- | ----------------------------------- | ------ |
| 1  | BC Zepter Vienna                    | 32     |
| 2  | Allianz Swans Gmunden               | 30     |
| 3  | ece bulls Kapfenberg                | 30     |
| 4  | Xion Dukes Klosterneuburg           | 28     |
| 5  | Oberwart Gunners                    | 22     |
| 6  | öko Stadt Güssing Knights           | 22     |
| 7  | WBC Raiffeisen Wels                 | 22     |
| 8  | UBSC Raiffeisen Graz                | 14     |
| 9  | BSC Raiffeisen Panthers Fürstenfeld | 12     |
| 10 | Chin Min Dragons                    | 6      |
| 11 | Arkadia Traiskirchen Lions          | 2      |

Tabelle Hauptrunde 1 (H1)
|  | = Playoff-Plätze |

| # | Team                      | Punkte |
| - | ------------------------- | ------ |
| 1 | Xion Dukes Klosterneuburg | 42     |
| 2 | BC Zepter Vienna          | 42     |
| 3 | ece bulls Kapfenberg      | 40     |
| 4 | Oberwart Gunners          | 36     |
| 5 | Allianz Swans Gmunden     | 36     |
| 6 | öko Stadt Güssing Knights | 28     |

Tabelle Hauptrunde 2 (H2)
| # | Team                                | Punkte |
| - | ----------------------------------- | ------ |
| 1 | WBC Raiffeisen Wels                 | 36     |
| 2 | BSC Raiffeisen Panthers Fürstenfeld | 22     |
| 3 | UBSC Raiffeisen Graz                | 22     |
| 4 | Arkadia Traiskirchen Lions          | 8      |
| 5 | Chin Min Dragons                    | 8      |

## Play-offs
| Viertelfinale | Viertelfinale                       | Viertelfinale        |      |                           | Halbfinale | Halbfinale | Halbfinale |  |  | Finale | Finale | Finale |
|               |                                     |                      |      |                           |            |            |            |  |  |        |        |        |
| 1.H1          | Xion Dukes Klosterneuburg           | 3                    |      |                           |            |            |            |  |  |        |        |        |
| 2.H2          | BSC Raiffeisen Panthers Fürstenfeld | 0                    |      |                           |            |            |            |  |  |        |        |        |
| 2.H2          | BSC Raiffeisen Panthers Fürstenfeld | 0                    | 1.H1 | Xion Dukes Klosterneuburg | 2          |            |            |  |  |        |        |        |
|               |                                     |                      | 1.H1 | Xion Dukes Klosterneuburg | 2          |            |            |  |  |        |        |        |
|               | 4.H1                                | Oberwart Gunners     | 3    |                           |            |            |            |  |  |        |        |        |
| 4.H1          | 4.H1                                | Oberwart Gunners     | 3    | Oberwart Gunners          | 3          |            |            |  |  |        |        |        |
| 4.H1          |                                     |                      |      | Oberwart Gunners          | 3          |            |            |  |  |        |        |        |
| 5.H1          | Allianz Swans Gmunden               | 1                    |      |                           |            |            |            |  |  |        |        |        |
| 5.H1          | Allianz Swans Gmunden               | 1                    | 4.H1 | Oberwart Gunners          | 2          |            |            |  |  |        |        |        |
|               |                                     |                      |      | Oberwart Gunners          | 2          |            |            |  |  |        |        |        |
|               | 2.H1                                | BC Zepter Vienna     | 3    |                           |            |            |            |  |  |        |        |        |
| 2.H1          | 2.H1                                | BC Zepter Vienna     | 3    | BC Zepter Vienna          | 3          |            |            |  |  |        |        |        |
| 2.H1          |                                     |                      |      | BC Zepter Vienna          | 3          |            |            |  |  |        |        |        |
| 1.H2          | WBC Raiffeisen Wels                 | 1                    |      |                           |            |            |            |  |  |        |        |        |
| 1.H2          | WBC Raiffeisen Wels                 | 1                    | 2.H1 | BC Zepter Vienna          | 3          |            |            |  |  |        |        |        |
|               |                                     |                      | 2.H1 | BC Zepter Vienna          | 3          |            |            |  |  |        |        |        |
|               | 3.H1                                | ece bulls Kapfenberg | 2    |                           |            |            |            |  |  |        |        |        |
| 3.H1          | 3.H1                                | ece bulls Kapfenberg | 2    | ece bulls Kapfenberg      | 3          |            |            |  |  |        |        |        |
| 3.H1          |                                     |                      |      | ece bulls Kapfenberg      | 3          |            |            |  |  |        |        |        |
| 6.H1          | öko Stadt Güssing Knights           | 2                    |      |                           |            |            |            |  |  |        |        |        |

## Führende der Spielerstatistiken
| Kategorie          | Spieler         | Team                 | Wert |
| ------------------ | --------------- | -------------------- | ---- |
| Punkte pro Spiel   | Darnell Hinson  | Oberwart Gunners     | 20,2 |
| Rebounds pro Spiel | Maurice Pearson | BC Zepter Vienna     | 8,2  |
| Assists pro Spiel  | Ian Boylan      | BC Zepter Vienna     | 5,5  |
| Steals pro Spiel   | Eric Gilchrese  | UBSC Raiffeisen Graz | 2,4  |

## Ehrungen 2012/13

### Most Valuable Player (Wertvollster Spieler)
- Seamus Boxley (Oberwart Gunners)

### Coach of the Year (Trainer des Jahres)
- Werner Sallomon (Xion Dukes Klosterneuburg)

### Finals Most Valuable Player (Wertvollster Spieler der Finalserie)
- Shawn Ray (BC Zepter Vienna)

### Most Valuable Austrian Player (Wertvollster österreichischer Spieler)
- Thomas Klepeisz (öko Stadt Güssing Knights)